# Kornblume
Die Kornblume (Centaurea cyanus), auch Zyane (von gleichbedeutend lateinisch Cyanus) und Blaue Kornblume genannt, ist eine Pflanzenart aus der Gattung Centaurea innerhalb der Familie der Korbblütler (Asteraceae).

## Beschreibung

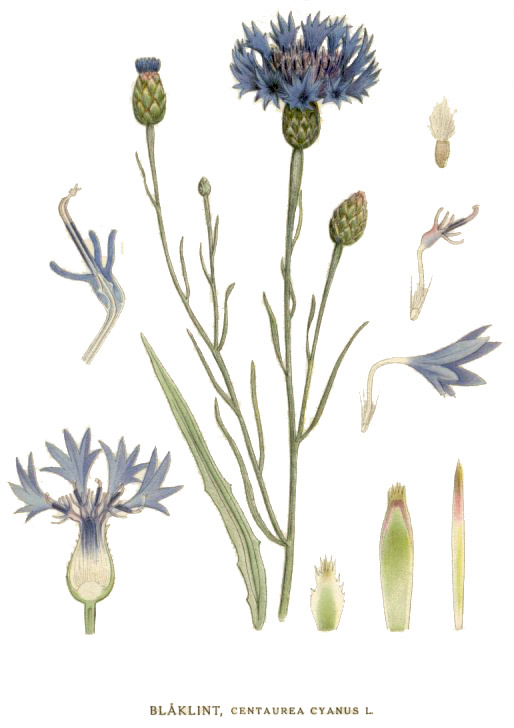
Illustration aus Nordens Flora

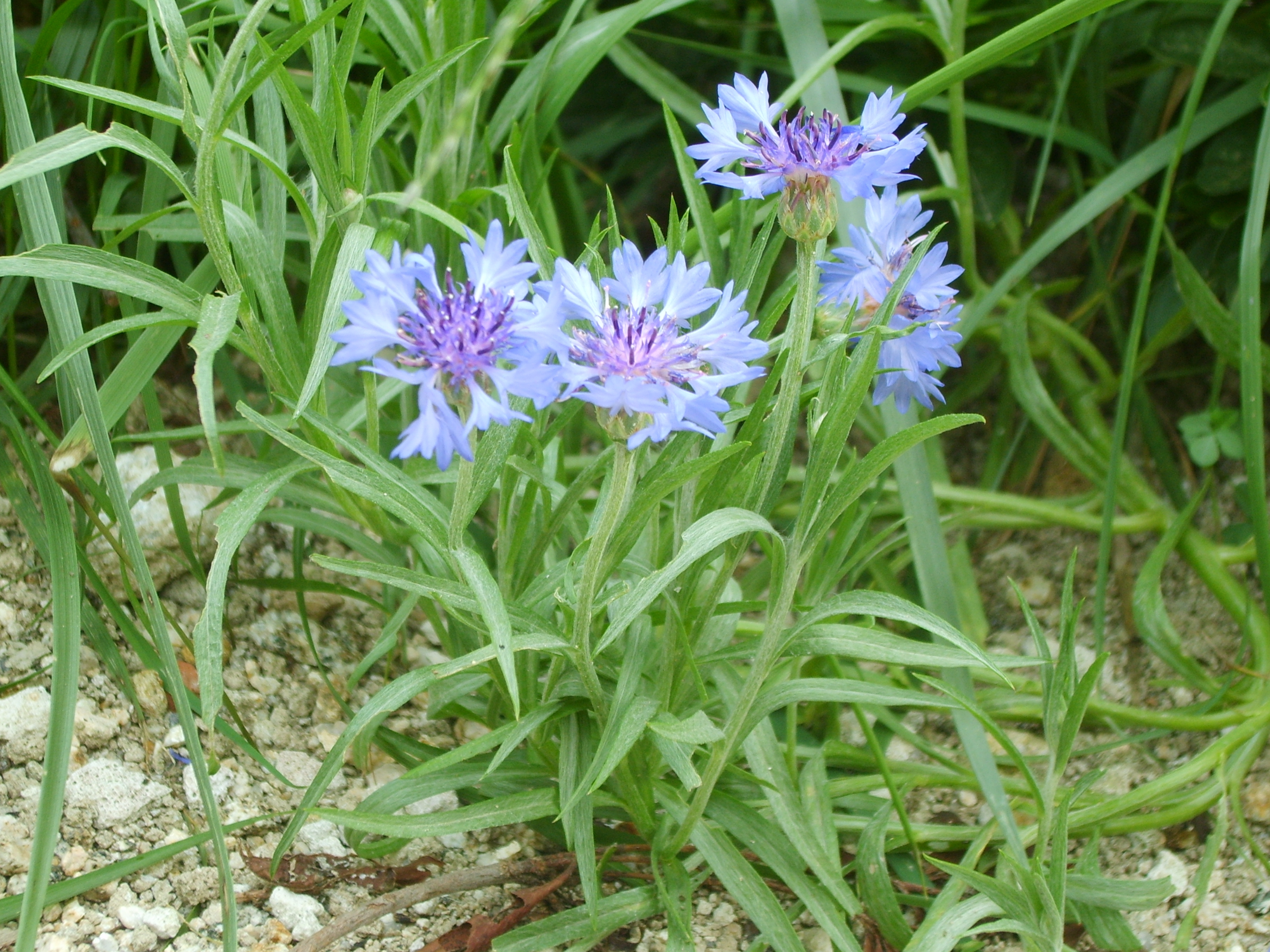
Laubblätter und Stängel

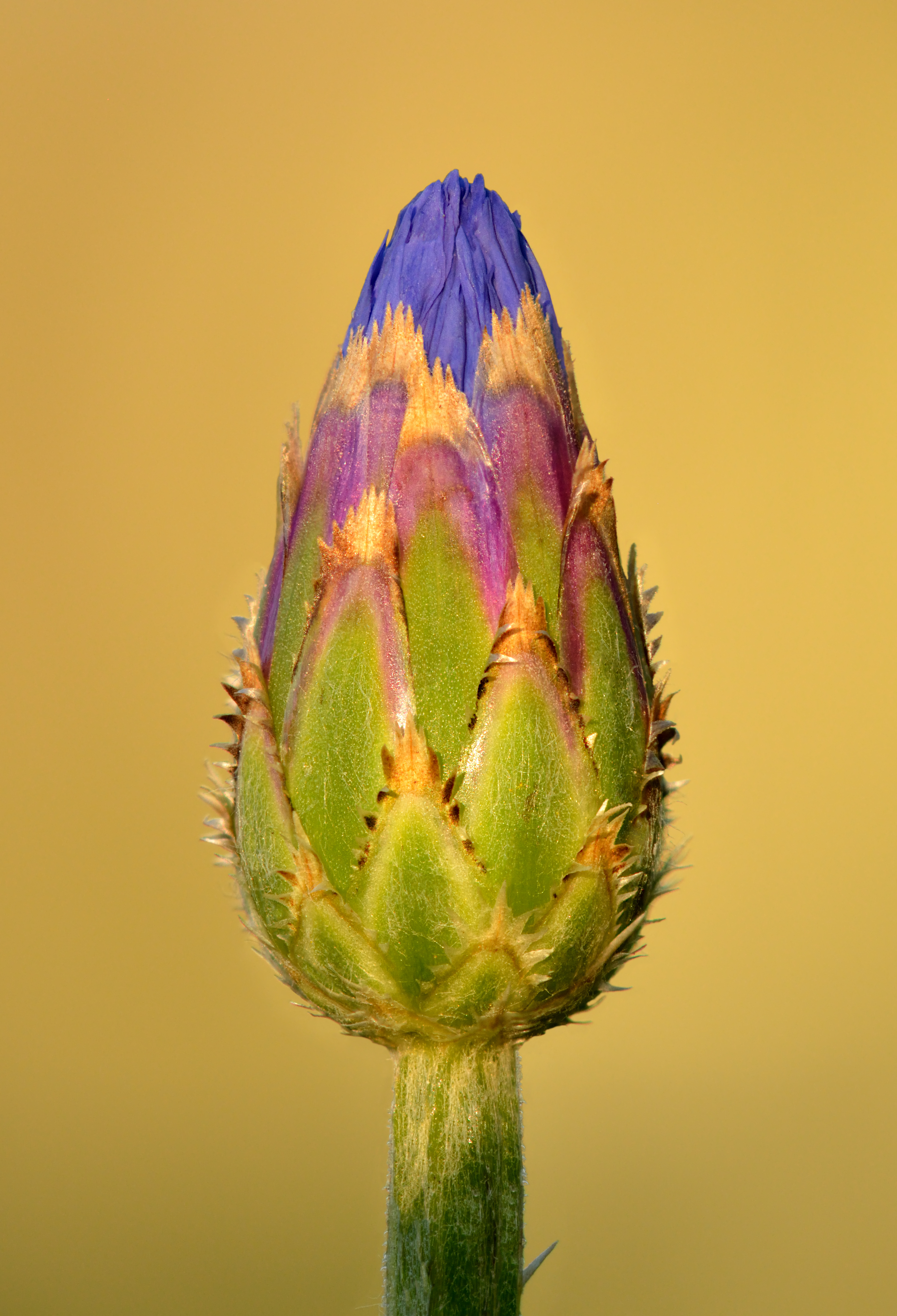
Im knospigen Zustand sind die Hüllblätter gut erkennbar

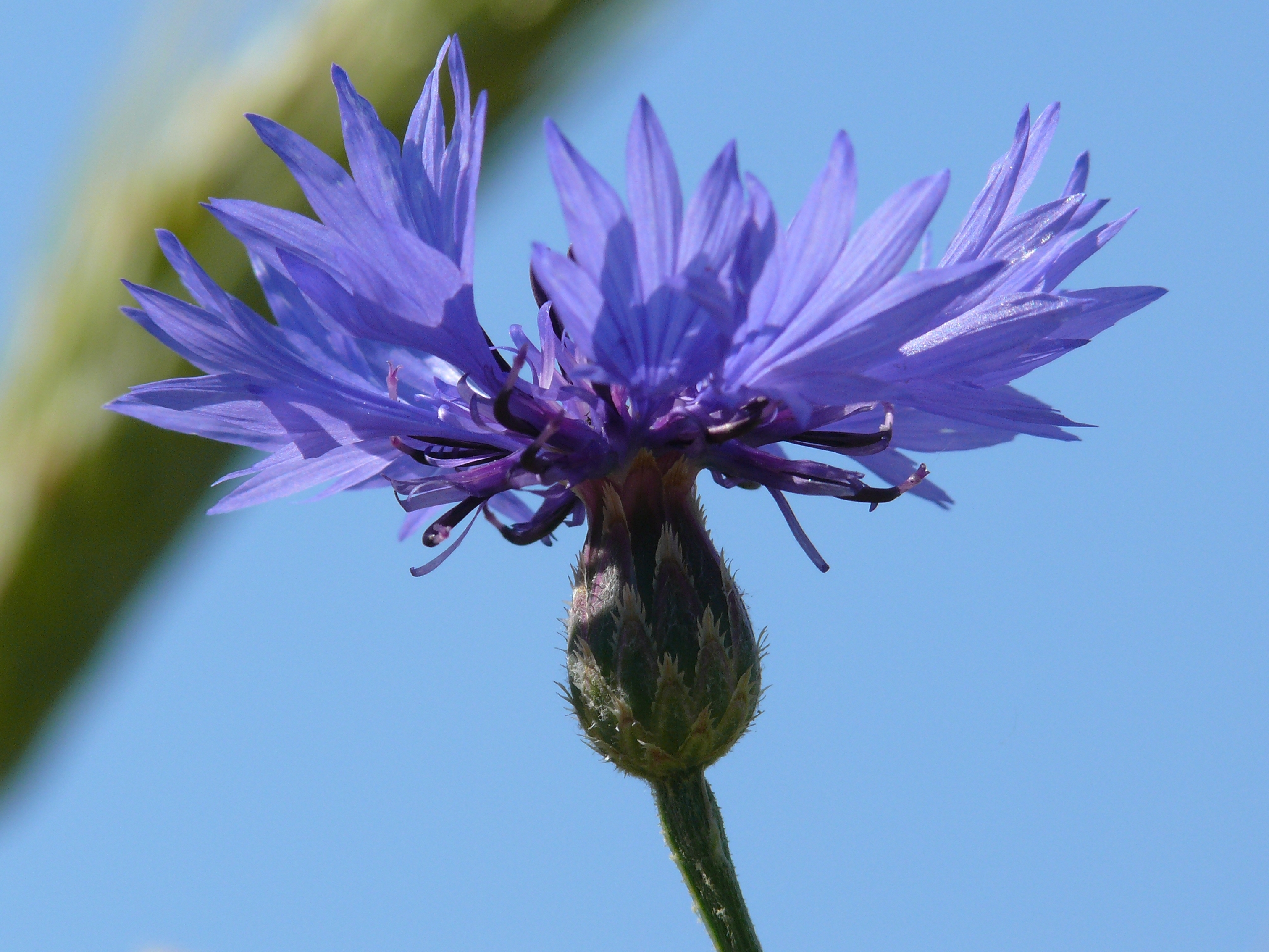
Blütenkorb im Detail, von der Seite sind die Hüllblätter gut erkennbar

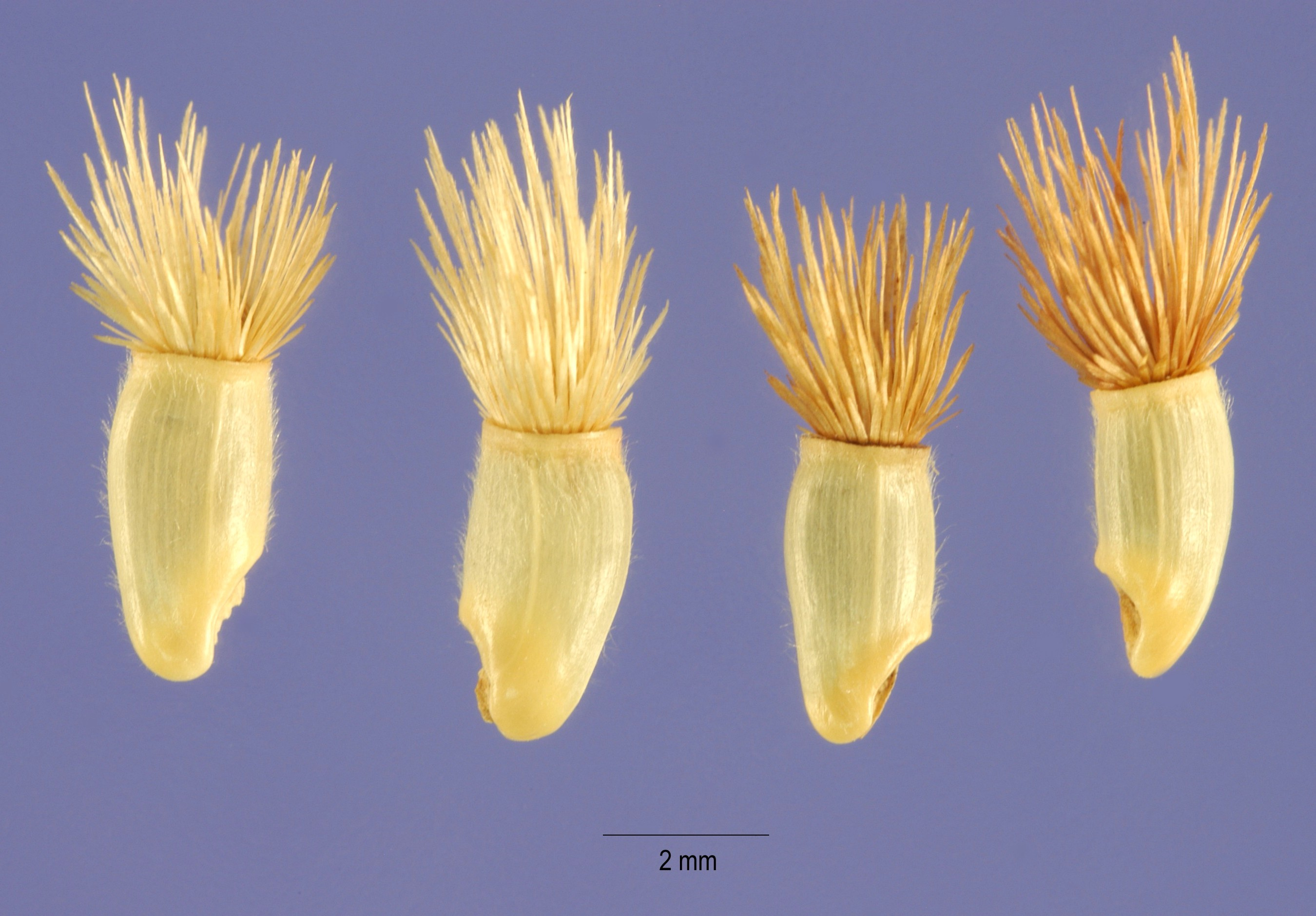
Achänen mit Pappusborsten

### Erscheinungsbild und Blatt
Die Kornblume ist eine einjährige, krautige Pflanze, die Wuchshöhen von 20 bis 100 Zentimetern erreicht. Der aufrechte, kantige, einfache oder bis im oberen Bereich verzweigte Stängel ist locker filzig behaart.
Die wechselständig angeordneten Laubblätter sind mehr oder weniger locker grau filzig behaart. Bei den untersten Stängelblättern ist die Blattspreite bei einer Länge von 3 bis 10 Zentimetern linealisch-lanzettlich mit spitzem oberen Ende oder manchmal fiederspaltig. Ihr Blattrand ist einfach oder besitzt entfernt linealische Blattlappen. Die übrigen Stängelblätter sind linealisch und meist ganzrandig; meistens sind sie nach oben hin nicht deutlich kleiner, außer denen direkt unter den Blütenständen. Die unteren Stängelblätter können kurz gestielt sein, die mittleren und oberen sind sitzend.

### Blütenstand, Blüte und Frucht
In einem offenen, gerundeten bis mehr oder weniger abgeflachten zymösen Gesamtblütenstand stehen über Blütenstandsschäften die körbchenförmigen Blütenstände. Das Involucrum ist bei einer Höhe von 12 bis 16 Millimetern glockenförmig. Die anfangs filzig behaarten und dann verkahlenden Hüllblätter sind am Rand und an den aufrechten Anhängseln trockenhäutig, dunkelbraun bis schwarz, die mit etwa 1 Millimeter langen Zähnen gefranst sind. Die äußeren Hüllblätter liegen eng an und sind grün gefärbt und eiförmig. Die inneren Hüllblätter stehen lockerer, sind violett überlaufen und länglich. Ihre Anhängsel sind dreieckig, schwarz, beiderseits wie Kämme gefranst mit auf jeder Seite 4 bis 7 weniger als einen Millimeter langen Fransen. Der flache Körbchenboden besitzt keine Spreublätter. Die diskusförmigen Blütenkörbchen enthalten 25 bis 35 Röhrenblüten.
Die Röhrenblüten sind unterschiedlich blau, können aber auch weiß, rosa- oder purpurfarben sein. Die am Rand der Körbchen stehenden Röhrenblüten sind steril, ihre Krone ist auffallend auf eine Länge von 20 bis 25 Millimetern vergrößert, deutlich zygomorph mit fünflappigem, selten bis zu achtlappigem oberen Ende. Die im inneren des Blütenkorbes stehenden Röhrenblüten sind fertil und ihre Krone ist 10 bis 15 Millimeter lang.
Die strohfarbenen oder silbergrauen, fein behaarten Achänen sind 4 bis 5 Millimeter lang. Der Pappus besteht aus ungleichen, steifen Borsten, die mit einer Länge von 1 bis 4 Millimetern meist kürzer als die Achäne sind.

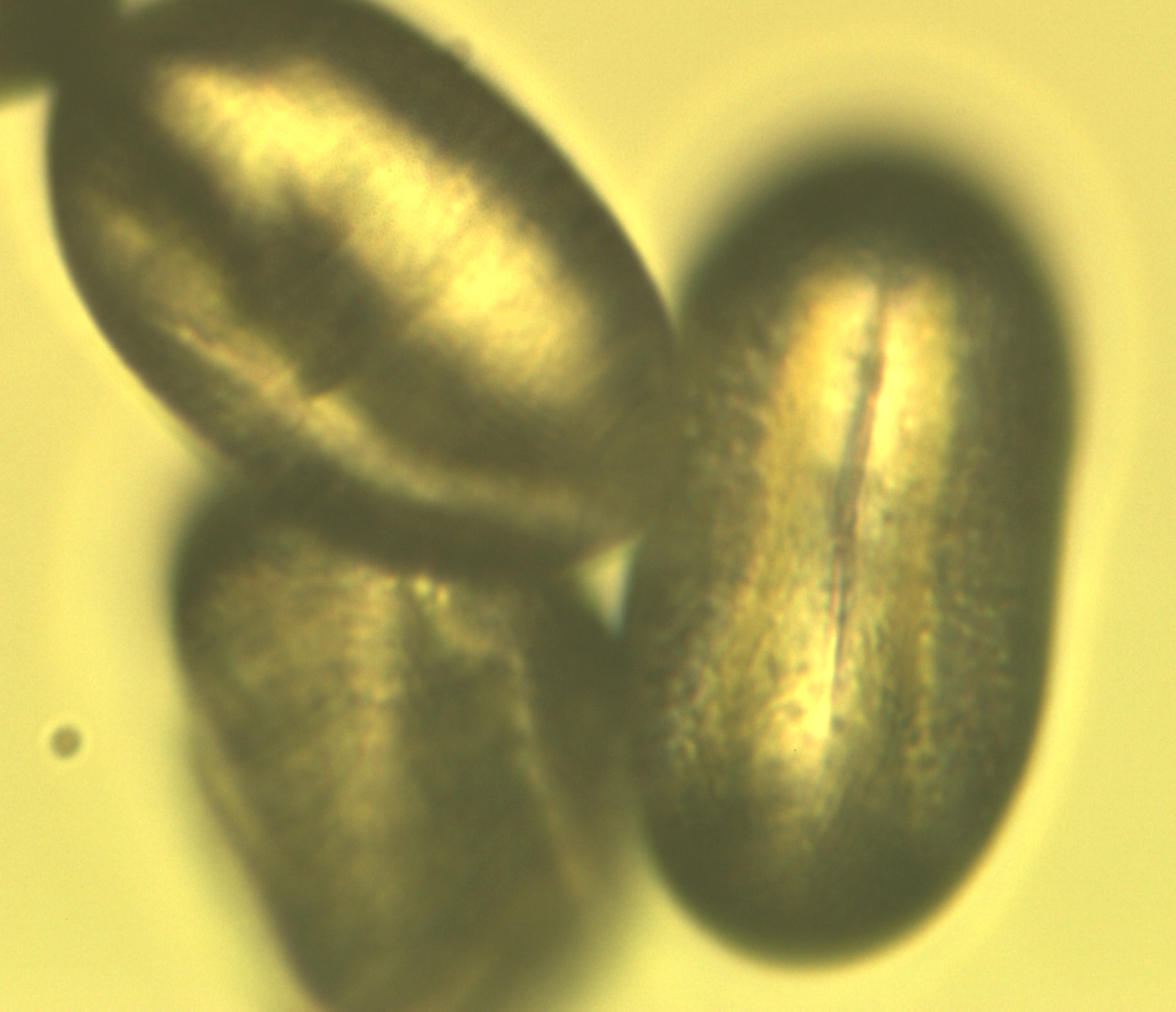
Pollen der Kornblume (400-fache Vergrößerung)

## Chromosomensatz
Die Chromosomengrundzahl beträgt x = 12; bei Centaurea cyanus liegt Diploidie mit Chromosomenzahl von 2n = 24 vor.

## Ökologie
Entweder überwintert Centaurea cyanus als Frucht, keimt im Frühjahr und stirbt schließlich nach der Fruchtbildung im Herbst desselben Jahres ab (sommerannuell), oder aber sie keimt bereits im Herbst, überwintert als Jungpflanzen, blüht im Frühjahr und stirbt nach der Fruchtbildung ab (winterannuell).

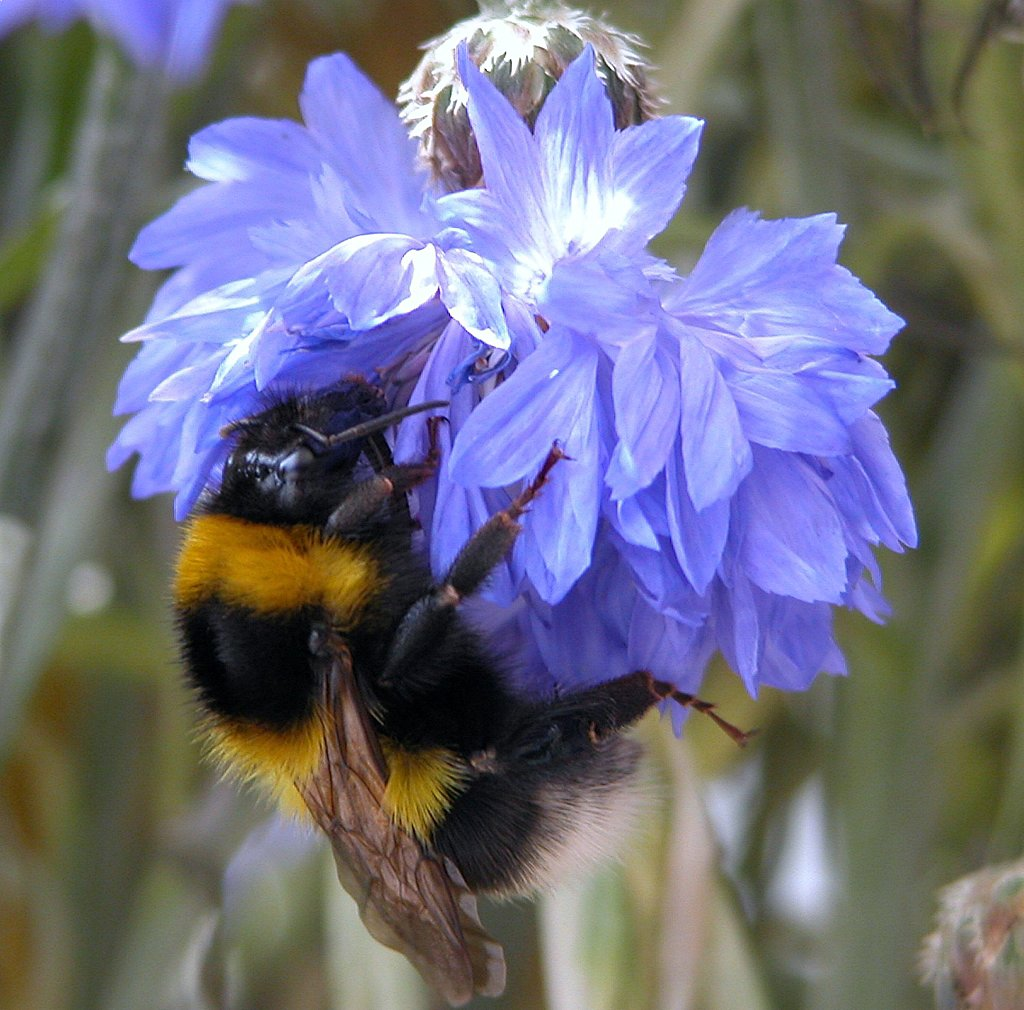
Hummeln an einer Kornblumen-Sorte

Blütenökologisch handelt es sich bei diesem Korbblütengewächs um den „Körbchenblumentyp“. Ihre Blaufärbung erhalten die Blütenkronen vom Anthocyanidin und dem sehr empfindlichen Cyanidin. Letzterer Farbstoff ist eigentlich rot, erscheint hier aber auf Grund eines Eisen-Magnesium-Kalzium-Komplexes blau. Die Blütenblätter fluoreszieren unter Ultraviolettstrahlung und fallen dadurch schon von Weitem auf. Die randständigen Röhrenblüten sind als Schaublüten vergrößert, sie sind strahlend tiefblau und steril. Die Staubfäden sind leicht reizbar: Bei einer Berührung werden sie durch plötzlichen Zellunterdruck (Turgorverlust) entspannt, biegen sich dadurch knieförmig nach außen und ziehen den Staubbeutelring nach unten. Der feststehende Griffel schiebt dann den nach innen entleerten Pollen aus der Staubbeutelröhre  nach dem „Lampenputzer-Prinzip“ heraus. Bereits nach einer Minute sind die Staubfäden erneut reizbar. Die Bestäuber sind beispielsweise Hautflügler, Schwebfliegen und Tagfalter. Der maximale Besuch von Bienen erfolgt vormittags gegen 11 Uhr. Die Blütezeit erstreckt sich von Juni bis September/Oktober (Überwinternde Exemplare blühen bereits ab Mai).
Die Achänen besitzen einen basalen Ölkörper; dies dient der Ausbreitung durch Ameisen (Myrmechorie). Die Haare des Pappus sind hygroskopisch und daher bei Trockenheit spreizend. Dadurch können sie der Windausbreitung unterliegen; es kann aber auch zur Selbstausbreitung der Achänen kommen: Als „Bodenkriecher“ oder, indem sie als „Bohrfrucht“ in den Boden eindringen. Daneben erfolgt eine Zufallsausbreitung durch den Menschen mit Saatgut. Die Fruchtreife liegt zwischen Juli und November. Die langlebigen Samen enthalten bis zu 28 % fettes Öl.
Die Kornblume wird vom Rostpilz Puccinia cyani mit Spermogonien, Uredien und Telien befallen. Auch ein Befall der Pilze Bremia lactucae und Erysibe cichoriacearum wurde beobachtet. Zoocecidien, die durch Urophora eriolepis hervorgerufen wurden, wurden beobachtet.

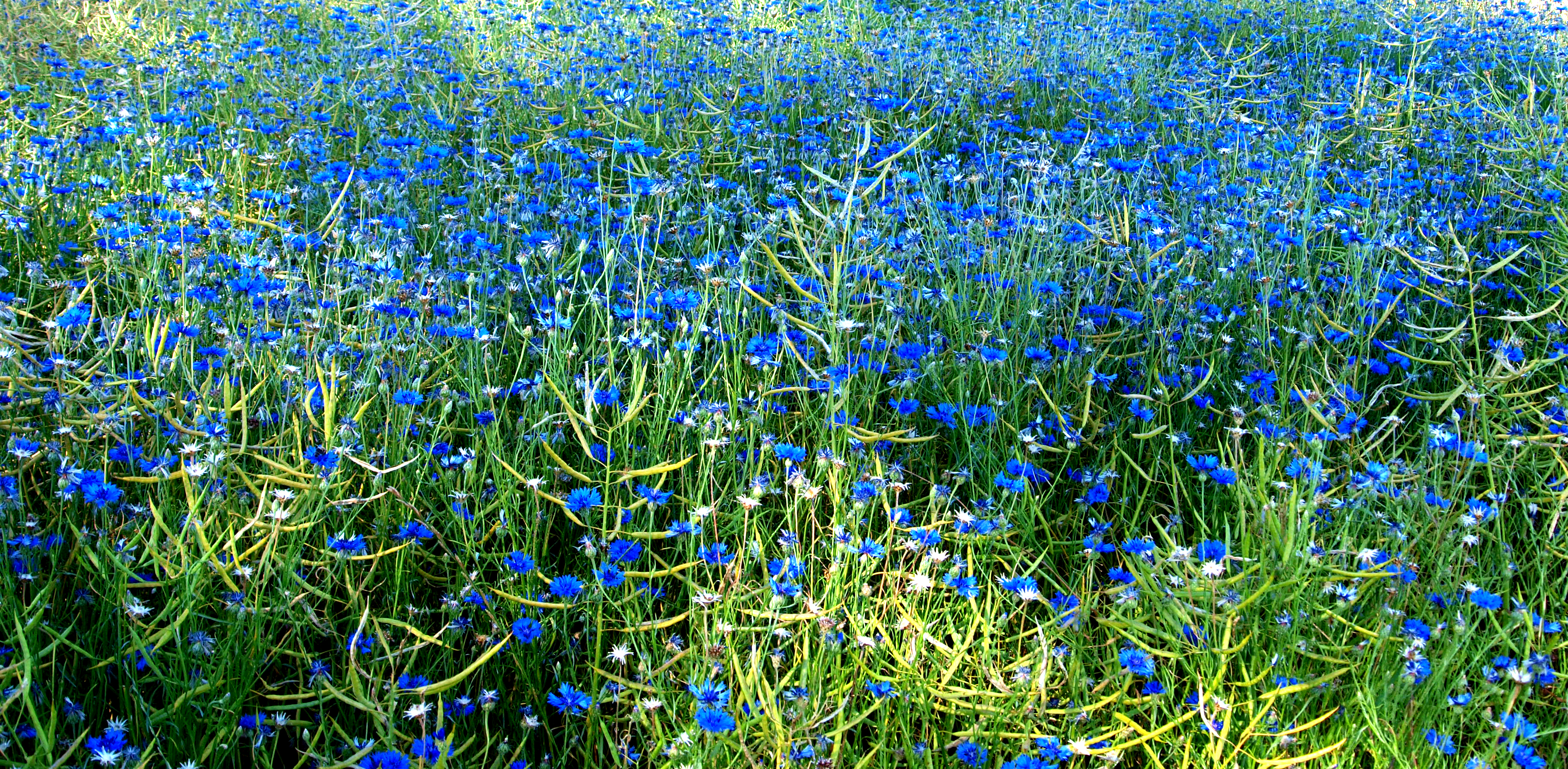
Kornblumen als Wildkraut in einem Rapsfeld

## Vorkommen
Das weite archäophytische Verbreitungsgebiet von Centaurea cyanus reicht von Finnland sowie von Belgien über Luxemburg bis Deutschland und Ungarn nach Tschechien, Slowenien, Serbien, Kroatien, Bosnien und Herzegowina, Bulgarien, Montenegro, Albanien, Moldawien, Mazedonien sowie Griechenland und von den baltischen Staaten über Belarus, Polen, Ciscaucasien, Georgien, Armenien bis Aserbaidschan und von der Türkei bis in den nördlichen Irak und von Spanien (inklusive Balearen) über Portugal und Frankreich nach Italien (inklusive Sardinien, Sizilien). Nach POWO kann sie als ursprünglich gelten in Italien, Sizilien, im früheren Jugoslawien, in Albanien, Griechenland, Bulgarien, Rumänien, in der Türkei, in der Ägäis und im Gebiet von Libanon und Syrien. Sie kommt in Tirol bis 1600 Meter, im Kanton Wallis bis 1675 Meter, in Graubünden bei Arosa bis 1780 Meter Meereshöhe vor.
Die ökologischen Zeigerwerte nach Landolt et al. 2010 sind in der Schweiz: Feuchtezahl F = 2+w+ (frisch aber stark wechselnd), Lichtzahl L = 4 (hell), Reaktionszahl R = 3 (schwach sauer bis neutral), Temperaturzahl T = 4 (kollin), Nährstoffzahl N = 3 (mäßig nährstoffarm bis mäßig nährstoffreich), Kontinentalitätszahl K = 4 (subkontinental).
Die Kornblume gehört nicht zu den ursprünglich in Mitteleuropa einheimischen Pflanzen. Seit dem Neolithikum (der jüngeren Steinzeit um 7500 v. Chr.) ist sie als Kulturfolger bzw. Kulturbegleiter nachgewiesen, ursprünglich kommt sie aus dem östlichen Mittelmeergebiet. Sie ist vermutlich mit Saatgut aus dem Mittelmeerraum unbewusst eingeführt worden (so genannte Speirochorie) und zählt damit zu den hemerochoren Pflanzen. Seitdem der Mensch Ackerbau betreibt, ist die Kornblume eine ständige Begleiterin von Getreidefeldern. Sie ist eine Charakterart der Ordnung Centauretalia cyani.
In vielen Gebieten der Welt ist Centaurea cyanus ein Neophyt.
Ihr gehäuftes Auftreten am Rande von Kornfeldern hat ihr bereits im Mittelalter ihren Trivialnamen verliehen. Doch auch an Schuttplätzen und recht trockenen Standorten ist die Kornblume stellenweise zu finden, wobei sie an letzteren Orten meist mit Kamille und Klatschmohn (wie die Kornblume ein Symbol hochsommerlicher Getreideäcker) zusammen anzutreffen ist. Lange Zeit war sie durch Überdüngung der Felder selten geworden und durch Unkrautbekämpfung mit Herbiziden von vielen ihrer Standorte verdrängt worden. Sie ist ein Bioindikator, der anzeigt, wie stark die Felder in vergangenen Jahren gedüngt wurden. Heutzutage ist sie wieder häufiger anzutreffen.

## Taxonomie
Die Erstveröffentlichung von Centaurea cyanus erfolgte 1753 durch Carl von Linné in Species Plantarum, 2, S. 911.
Synonyme für Centaurea cyanus L. sind: Cyanus segetum Hill, Centaurea cyanocephala Velen., Centaurea pulchra DC., Centaurea segetalis Salisb., Centaurea umbrosa Huet & Reut.,Centaurea cyanus L., Jacea segetum Lam., Leucacantha cyanus (L.) Nieuwl. & Lunell.

## Namensgebung und Mythologie
Durch ihre auffallend hellblauen (cyanen) Blüten hat sie den Trivialnamen Zyane und das Artepitheton erhalten. Der deutsche Trivialname Kornblume ist wie die lateinische Bezeichnung als Flores frumentorum („Kornblumen“; von lateinisch frumentum) seit dem 15. Jahrhundert nachgewiesen und bezieht sich auf die Tatsache, dass es sich um ein Getreideunkraut handelt.
Hippokrates, der berühmte griechische Arzt, benutzte den Namen für blaublühende Arten, wohl der Enziangewächse. Er leitet sich von Kentaureios = „zu den Kentauren gehörig“ ab. Carl von Linné hat diesen Namen Centaurea auf die Gattung übertragen. Er leitet sich möglicherweise vom Centauren Chiron ab, der eine Wunde am Fuße des Helden Achilles geheilt haben soll. Friedrich Schiller greift in einer seiner Xenien das weitverbreitete Bild von Ceres, der römische Göttin der Ernte auf, die mit ihnen im Haar diese Blumen streute.
Für die Kornblume bestehen und bestanden, zum Teil auch nur regional, auch die weiteren deutschsprachigen Trivialnamen: Blaufruchtblust, Blaumütze (Bremen, Dithmarschen), Bloch Kühreblome (Siebenbürgen), Chorenpluem (althochdeutsch), Flessän-Durt (Siebenbürgen), Hunger (Altmark), Hungerblom (Altmark), Karenbloimeken (Göttingen), Karnblume (Grafschaft Mark), Kleinblume, Korenblum (mittelhochdeutsch), Kooreblome (Unterweser, Ostfriesland), blau Kornnägelein (Memmingen), Kürnbleamen (Siebenbürgen), Kwast (Westfalen bei Marsberg), Rockenblum (mittelhochdeutsch), Roggeblöme (Ostfriesland), Roggenblom (Altmark), Roggenblume (Ostpreußen), Rogghebloem (Köln, bereits 1505 erwähnt), Ruschelinc (mittelhochdeutsch), Schanelke (Ostfriesland), Schneider (Österreich), blaue Schneider (Österreich), Sechel (Mecklenburg), Sichelblume (Schwaben, Schlesien), Strämpsen (Delmenhorst), Thremse, Trämpst (Münsterland), Trehms (Hamburg, niederdeutsch), Trembsen (Pommern, Rostock, Delmenhorst), Tremisse (Bremen), Trempen, blagen Trems (Mecklenburg, Hamburg), Tremse (Göttingen), Weydblum (mittelhochdeutsch), Weitblum (mittelhochdeutsch), Zachariasblume, Ziegebock und Ziegenbein (Schlesien).

## Nutzung
Bis ins 20. Jahrhundert wurden Zubereitungen aus den Blüten bei Fieber, gegen Husten und Brustleiden, Menstruationsstörungen, Weißfluss, Obstipation sowie als schleimlösendes und harntreibendes Mittel, zur Anregung des Appetits und der Funktion von Leber und Galle eingesetzt. Ebenso wurde die Droge zur Herstellung von Augenwässern bei Augenentzündungen und Augenbindehautkatarrhen genutzt, wie auch für Waschungen des Haarbodens bei Kopfgrind und zur Bekämpfung von Schuppenbildung. Die Kommission E bewertete Kornblumenblüten (Cyani flos) 1989 negativ, da es für die beanspruchten Indikationsgebiete keine wissenschaftlichen Belege gibt. In Tees werden getrocknete Kornblumenblüten als Schmuckdroge eingesetzt, beispielsweise in der Mischung Lady Grey. Selten werden sie auch in Kosmetika eingearbeitet.
In der Imkerei ist die Kornblume aufgrund des hohen Zuckergehalts ihres Nektars (34 %) und seines hohen Zuckerwerts (bis zu 0,20 mg Zucker/Tag je Blüte) eine geschätzte Nebentracht.
Einige Sorten werden als Zierpflanze verwendet. Weiße und rotblühende Formen waren schon im Mittelalter in Kultur.

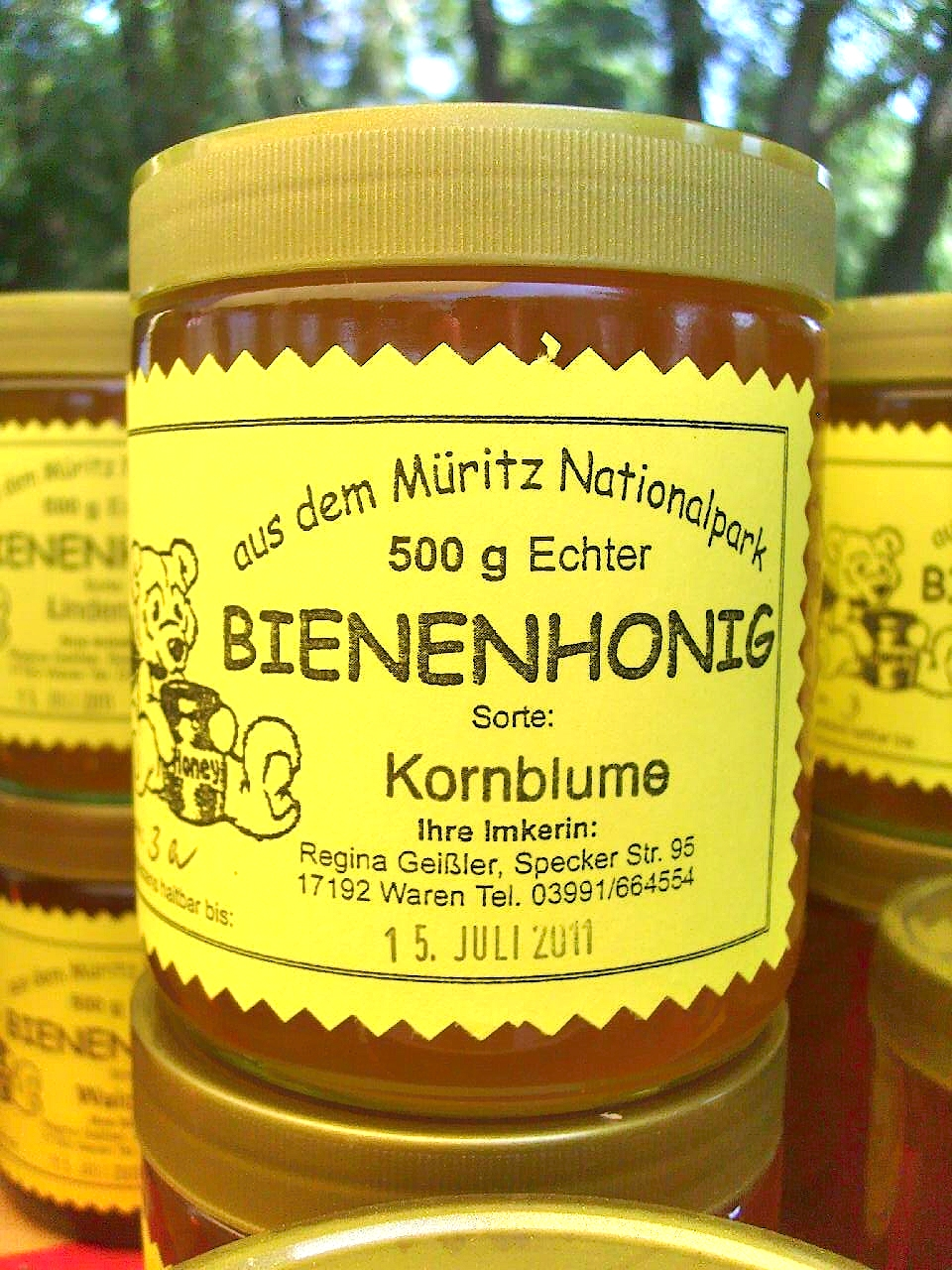
Kornblumenhonig aus Mecklenburg
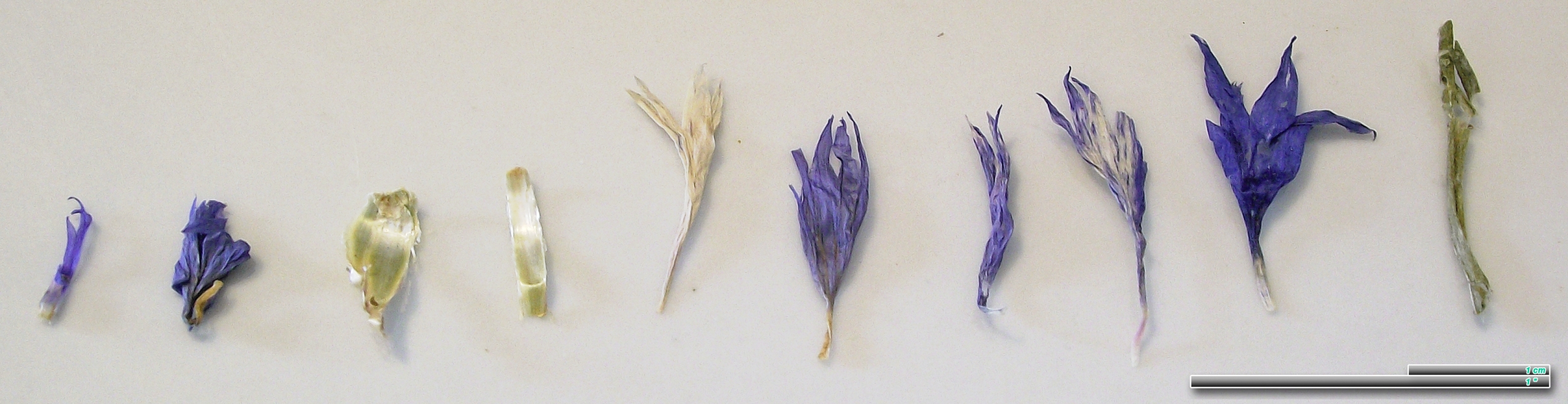
Kornblumenblüten als getrocknete Blütendroge
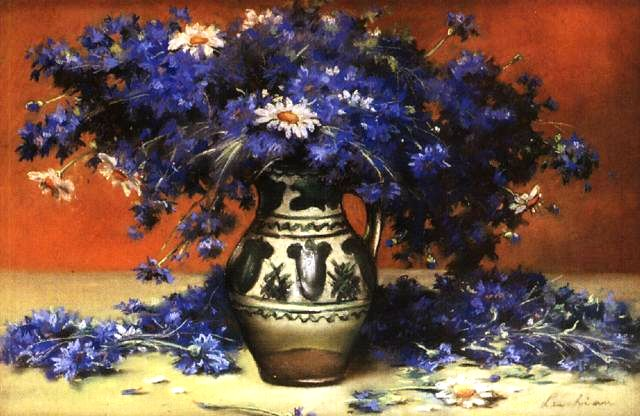
Kornblumen (Ștefan Luchian)
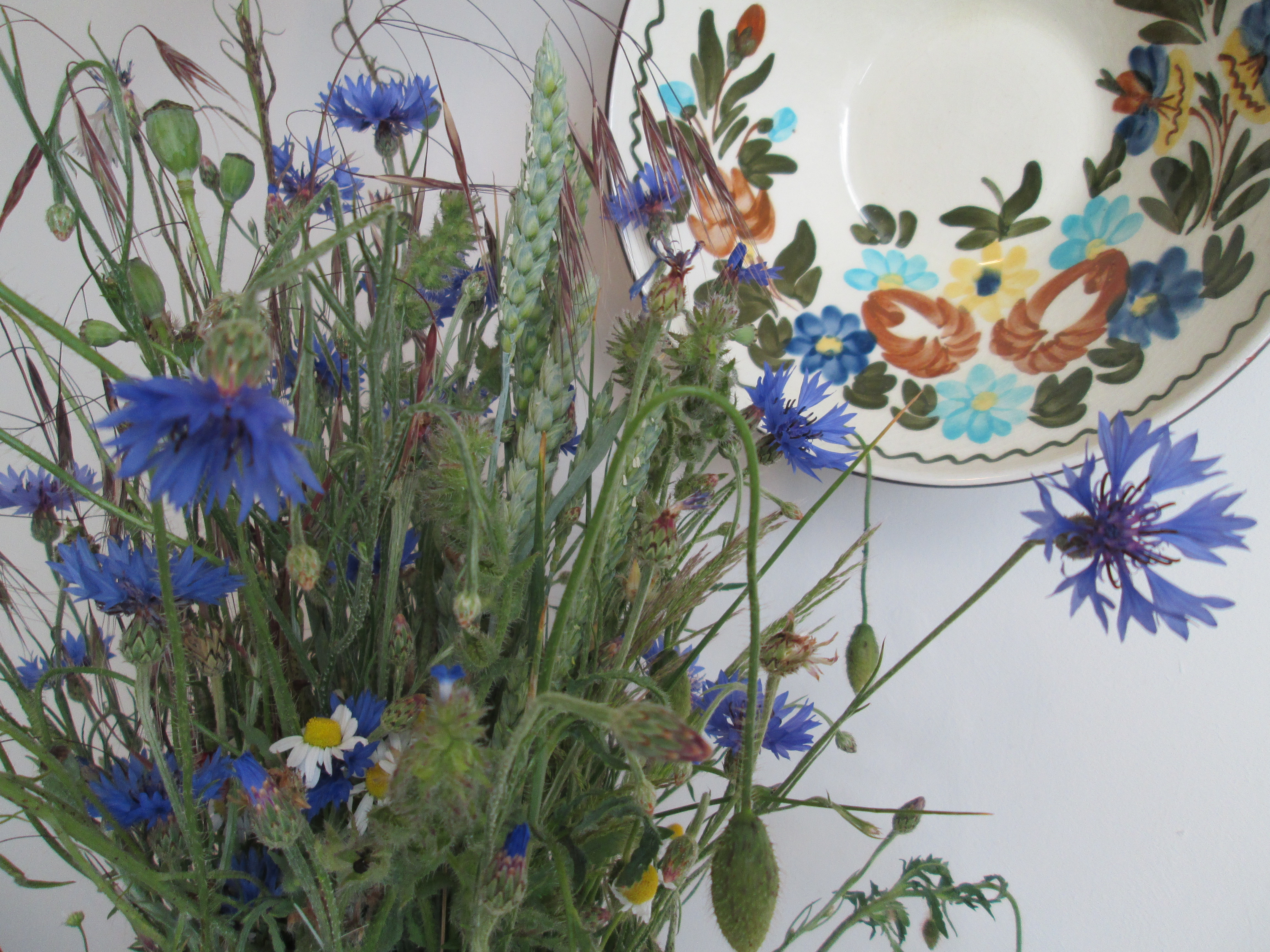
Kornblumenstrauß als Schmuck

## Symbol

### Deutschland
Im Mittelalter war die Kornblume als Marienblume bedeutsam – so findet sie sich auf gotischen Flügelaltar-Bildern und anderen Abbildungen.
Um 1800 erfuhr die Kornblume in Deutschland einen grundlegenden Bedeutungswandel: Von einem gefürchteten Ackerunkraut wandelte sie sich zum Symbol einer „neuen Natürlichkeit“ und mit der Mythenbildung um die 1810 jung verstorbene Königin Luise von Mecklenburg-Strelitz zur „preußischen Blume“. Den entscheidenden Anstoß für den Kornblumenkult des 19. Jahrhunderts hatte Luises Sohn – der spätere Kaiser Wilhelm I. – gegeben, der in Erinnerung an seine Kindheit die „preußisch blaue“ Kornblume zu seiner Lieblingsblume erklärt hatte. Wilhelms Vorliebe soll auch auf seine Tochter Luise zurückgehen, die mit Sträußen und Kränzen das Arbeitszimmer ihres Vaters schmückte. Preußisch Blau bezog sich hier auf den Farbton der Uniform-Röcke.
Als politisches Symbol fand die Kornblume in Deutschland (im Gegensatz zu Österreich) nur geringe Verwendung. Um 1910 kamen Kornblumentage auf, an denen junge Mädchen (Papier)-Kornblumen zugunsten bedürftiger Veteranen verkauften.
Die 1909 gegründete, zum völkisch-antisemitischen Deutschnationalen Handlungsgehilfen-Verband gehörende Jugendorganisation Fahrende Gesellen nutzte – mit Bezug auf die österreichische Schönerer-Bewegung – die Kornblume als Bundeszeichen.
Der 1948 wiedergegründete Bund Die Fahrenden Gesellen. Bund für deutsches Leben und Wandern führt als Symbol der Kontinuität die Kornblume in seinem Abzeichen.
Seit der Mitte der 1920er Jahre nutzte der Verein für das Deutschtum im Ausland (VDA) die Kornblume in seiner Symbolik; 1933 wurde sie offizielles Symbol des jetzt großdeutsch orientierten VDA, der sie in seiner Zeitschrift als „Überliefertes Sinnbild der Schutzarbeit“ und „Symbol des Volkstumkampfes“ bezeichnete. In stark stilisierter Form nutzt der inzwischen in Verein für Deutsche Kulturbeziehungen im Ausland umbenannte VDA die Kornblume bis heute als Logo.
Die Kornblume gilt auch als Symbol der Ungarndeutschen bzw. Donauschwaben – und so war sie auch das Abzeichen der 22. SS-Freiwilligen-Kavallerie-Division „Maria Theresia“, die überwiegend aus Ungarndeutschen bestand.
Im November 2018 erschien der Berliner Abgeordnete Andreas Wild der Alternative für Deutschland (AfD) bei der Gedenkstunde im Abgeordnetenhaus zum 80. Jahrestag der Reichspogromnacht und im Anschluss am Holocaust-Mahnmal mit einer blauen Kornblume am Revers seines Jacketts, wodurch sich viele der Anwesenden provoziert fühlten. Wild äußerte dazu gegenüber Bild, dass das Tragen der Blume „keine Absicht“ gewesen sei. Am 29. November 2018 trug er trotzdem wieder eine Kornblume bei einer Sitzung des Berliner Abgeordnetenhaus, die er erst nach dem zweiten Ordnungsruf entfernte. Der AfD-Politiker André Poggenburg verzierte seinen Twitter-Account mit Kornblumen und versah das Logo der von ihm im Januar 2019 angekündigten Parteigründung des Aufbruch deutscher Patrioten mit dem Symbol.

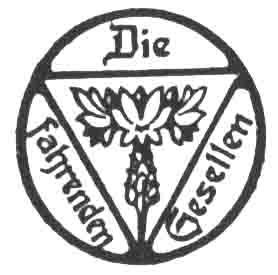
Abzeichen der Fahrenden Gesellen um 1910
Logo des VDA
Symbol der 22. SS-Kavallerie-Division

### Österreich
Die Kornblume wurde bei den regelmäßigen Kuraufenthalten des deutschen Kaisers Wilhelm I. in Österreich-Ungarn von der Bevölkerung zur Schmückung von Kleidung und Häusern verwendet. Dies führte dazu, dass die Preise der Blume deutlich anstiegen und auch auf Kunstblumen ausgewichen werden musste.

Abzeichen des Alldeutschen Vereins „Schönerer“

Die Kornblume galt ab Ende des 19. Jahrhunderts als ein Symbol der deutschnationalen Bewegungen. Ein Teil davon war die sogenannte Schönerer-Bewegung in Österreich. In Schönerers Partei Alldeutsche Vereinigung, welche antisemitische und großdeutsche Positionen vertrat, sah man die Kornblume als Symbol der deutschen Treue an. Weil diese auch für eine Auflösung Österreich-Ungarns zugunsten des Deutschen Reichs eintraten, wurde das Tragen der Kornblume von den österreichischen Behörden zeitweise unter Strafe gestellt und galt als „hochverräterisch“. Da Schönerer als Vorbild Hitlers gesehen wird, gilt das Symbol der Kornblume als ideell belastet. Auch in der Zwischenkriegszeit behielt die Kornblume ihren Status als Symbol des Dritten Lagers. So trugen die Abgeordneten der deutschnationalen Parteien bei der Angelobung nach der ersten österreichischen Nationalratswahl 1920 die Kornblume als Boutonniere, während sich die Christlichsozialen mit einer weißen Nelke und die Sozialdemokraten mit einer roten Nelke schmückten. Von 1933 bis 1938 war die Kornblume ein Erkennungszeichen der damals illegalen Nationalsozialisten.
Zu den konstituierenden Sitzungen des österreichischen Nationalrates zwischen 2006 und 2013 trugen die Abgeordneten der FPÖ neben der üblichen weiß-roten Schleife die Kornblume. Die FPÖ-Mandatare trugen es als Symbol für das Dritte Lager und der Freiheitsbewegung von 1848, in deren Tradition sich die FPÖ sieht. Diese Erklärung wurde von Historikern wie Lothar Höbelt und Oliver Rathkolb angezweifelt, welche keine Belege dafür finden konnten, dass die Kornblume das Symbol der Freiheitsbewegung von 1848 sei. Rathkolb sah es als Zeichen für die antisemitische Schönerer-Bewegung. Norbert Hofer (FPÖ) riet FPÖ-Politikern im Jahr 2016 zum Verzicht auf die Kornblume, um Erklärungsbedarf zu vermeiden. Bei der konstituierenden Sitzung am 9. November 2017 trugen die FPÖ-Abgeordneten die Alpenblume Edelweiß.

### USA

Das Logo der amerikanischen Steuben-Parade

In den USA wird die Kornblume (cornflower) als offizielles Symbol der jährlich stattfindenden Steuben-Parade verwendet, mit der deutschstämmige Amerikaner an ihre Wurzeln erinnern wollen.

### Belgien
Die Liberale Partei Belgiens verwendete ab 1878 die Kornblume auf Grund der vom Wahlgesetz zugewiesenen blauen Farbe als Wahrzeichen der Partei.

### Schweden
In Schweden ist die Kornblume die Landschaftsblume von Östergötland, das Signum der Wahlrechtsbewegung des späten 19. Jahrhunderts und heute das Parteisymbol der Partei Die Liberalen. Ähnliche Parteisymbole haben ihre Schwesterparteien auf Åland und in Finnland.

### Estland
Die Kornblume ist seit 1968 die Nationalblume Estlands. Auch ist sie Symbol der Estnischen Konservativen Volkspartei – EKRE.

### Frankreich

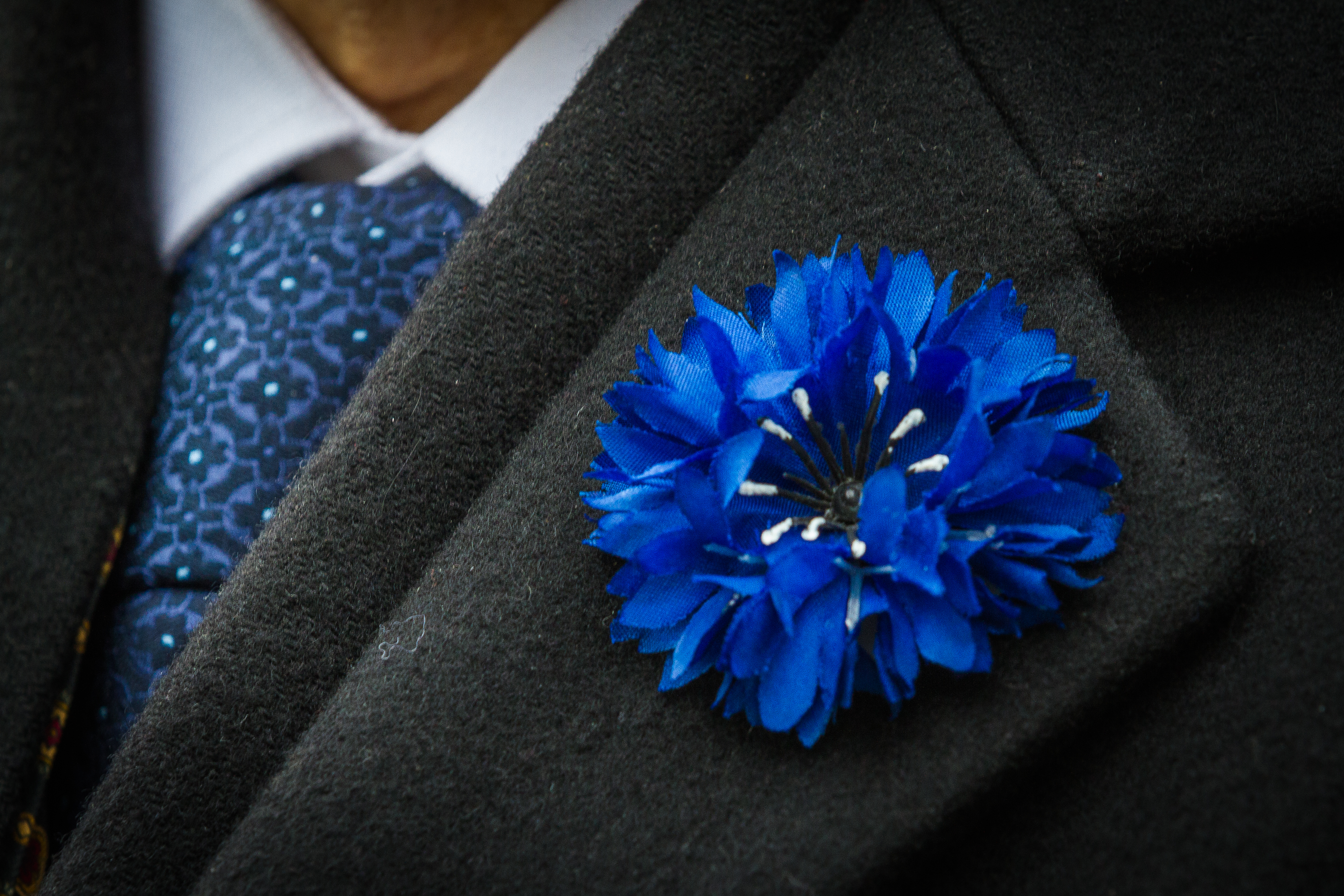
Bleuet de France

In Frankreich gilt die Bleuet de France („Kornblume Frankreichs“) als Symbol des Gedenkens an die zahllosen Opfer des Krieges, insbesondere an die der beiden Weltkriege. Die Träger solidarisieren sich mit Veteranen, Witwen und Waisenkindern.
2018 brachte die französische Zentralbank die 2-Euro-Gedenkmünze Le Bleuet de France, fleur de mémoire et solidarité 1918–2018 heraus, auf der als zentrales Motiv eine geometrisch stilisierte Kornblume abgebildet ist.

### Russland
In Russland steht in der Kunstszene ein Kranz aus blauen Kornblumen für Fyodor Basmanov, den mutmaßlichen Liebhaber des Zaren Iwan des Schrecklichen.

### Marke
Eine stilisierte Kornblume ist das Logo der Modemarke Joop!.